# Corymbichneumon convexius
Corymbichneumon convexius là một loài tò vò trong họ Ichneumonidae.